# Björn Bjarnason
Pour les articles homonymes, voir Bjarnason.
Björn Bjarnason (né le 14 novembre 1944), est un homme politique islandais. Ministre de la Justice du 23 mai 2003 au 1er février 2009.
Son action au ministère de la Justice lui vaut des accusations de népotisme. Il a ainsi nommé le neveu du Premier ministre Davíð Oddsson, puis son ami Jón Steinar Gunnlaugsson à la Cour suprême. Le fils du Premier ministre a également obtenu une nomination à un poste de juge.